# Храмовий комплекс у с. Буки (срібна монета)
«Хра́мовий ко́мплекс у с. Бу́ки» — пам'ятна срібна монета номіналом 10 гривень, випущена Національним банком України, приурочена побудові й освяченню православного храмового комплексу, до якого входять церква Св. Євгенія Великомученика, дзвіниця Св. Даниїла, каплиці Св. Миколая та Св. Олександра у с. Буки Сквирського району на Київщині. Архітектор храмового комплексу — Бабич Юрій Іванович.
Монету введено в обіг 25 грудня 2008 року. Вона належить до серії «Відродження християнської духовності в Україні».

## Опис монети та характеристики
| Номінал грн. | Метал            | Маса, г      | Діаметр, мм | Якість виготовлення | Гурт                           | Тираж, штук |
| ------------ | ---------------- | ------------ | ----------- | ------------------- | ------------------------------ | ----------- |
| 10           | срібло 925 проби | 31,1 / 33,62 | 38,61       | пруф                | гладкий із заглибленим написом | 5 000       |

### Аверс
На аверсі монети в центрі зображено великого князя київського Володимира Святославовича з хрестом та моделлю храму в руках, ліворуч та праворуч від якого розміщено написи півколом: по внутрішньому колу угорі — «ВОЛОДИМИР ВЕЛИКИЙ», унизу — «БУДІВНИЧИЙ ПРАВОСЛАВ'Я», по зовнішньому колу угорі — «НАЦІОНАЛЬНИЙ БАНК УКРАЇНИ», унизу — «ДЕСЯТЬ ГРИВЕНЬ» та розміщено: малий Державний Герб України (угорі), рік карбування монети — «2008» (ліворуч), стилізована зірка (праворуч).

### Реверс

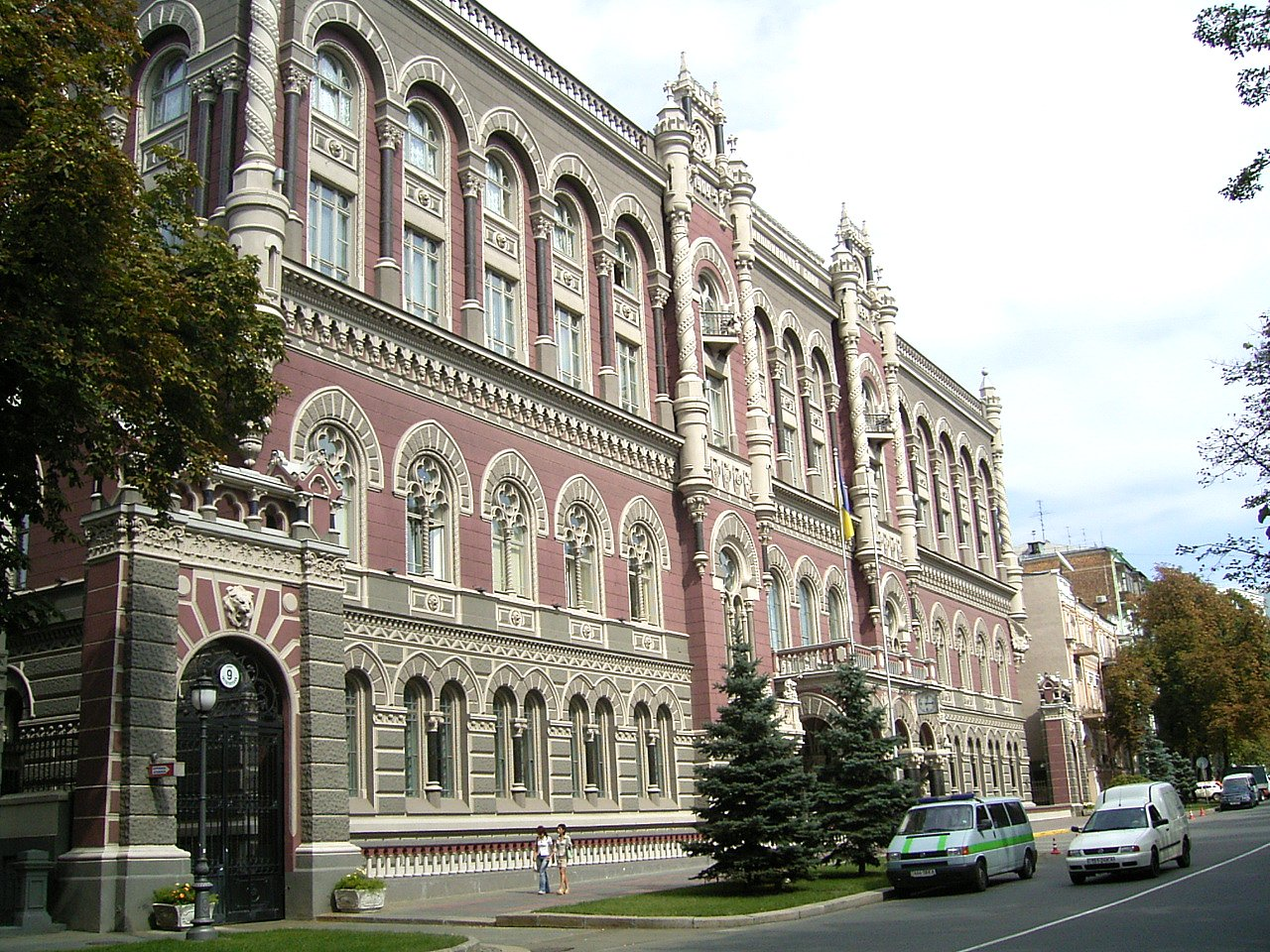
Будівля Національного банку України

На реверсі монети зображено православний храмовий комплекс, домінантою якого є храм Св. Євгенія Великомученика та розміщено написи: угорі півколом — «УКРАЇНА»/ В"ІДРОДЖЕННЯ ХРИСТИЯНСЬКОЇ ДУХОВНОСТІ", унизу — на дзеркальному тлі, що стилізовано зображує річку Роставицю, — «ПРАВОСЛАВНИЙ ХРАМОВИЙ КОМПЛЕКС»/ «ЦЕРКВА СВ. ЄВГЕНІЯ ВЕЛИКОМУЧЕНИКА»/ «ОСВЯЧЕНА У 2007 РОЦІ»/ «КИЇВЩИНА»/ «СКВИРА с. БУКИ».

## Автори
- Художник — Дем'яненко Володимир.
- Скульптор — Дем'яненко Володимир.

## Вартість монети
Ціна монети — 575 гривень була вказана на сайті Національного банку України в 2012 році.
Фактична приблизна вартість монети, з роками змінювалася так:
| Рік        | 2010 | 2011 | 2012 | 2013 | 2014 | 2015  | 2016 | 2017 | 2018  | 2019  | 2020  | 2021  | 2022  | 2023  | 2024  | 2025  |
| ---------- | ---- | ---- | ---- | ---- | ---- | ----- | ---- | ---- | ----- | ----- | ----- | ----- | ----- | ----- | ----- | ----- |
| Ціна, грн. | 500  | 650  | 650  | 750  | 650  | 1 000 | 950  | 900  | 1 000 | 1 050 | 1 100 | 1 550 | 1 800 | 2 500 | 3 000 | 3 600 |